# Leissigen

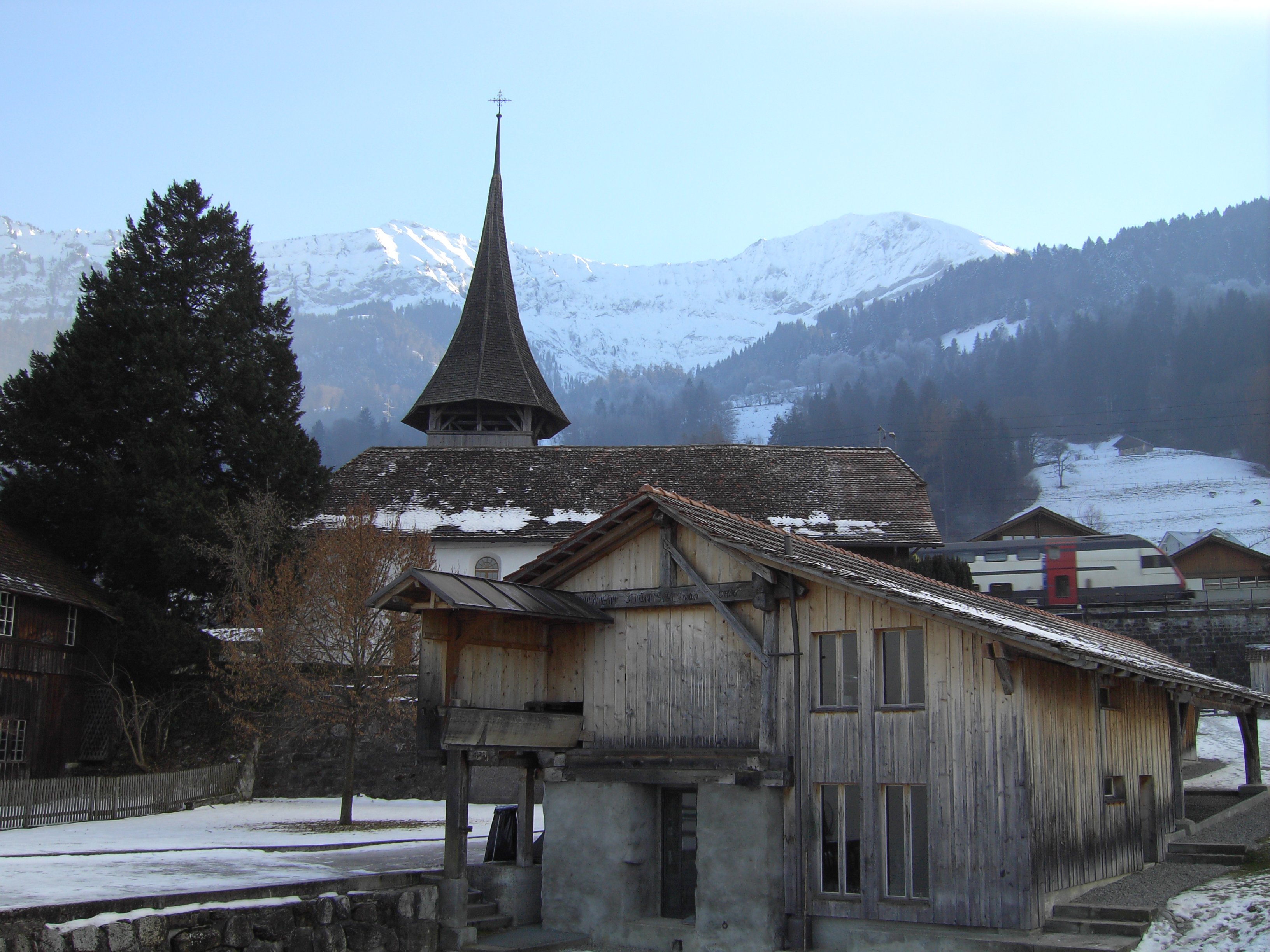
Gamla kvarnen framför kyrkan i Leissigen

Leissigen är en ort och kommun vid Thunsjön i distriktet Interlaken-Oberhasli i kantonen Bern, Schweiz. Kommunen har 1 222 invånare (2023).